# Terua vallicola
Espèce
Statut de conservation UICN

 CR (needs updating) C2a : 
En danger critique
Terua vallicola est une espèce de plantes à fleurs de la famille des Fabacées endémique du Honduras.